# Liste der Monuments historiques in Plouzélambre
Die Liste der Monuments historiques in Plouzélambre führt die Monuments historiques in der französischen Gemeinde Plouzélambre auf.

## Liste der Bauwerke
| Bezeichnung                                                                     | Beschreibung | Standort            | Kennzeichnung | Schutzstatus | Datum | Bild           |
| ------------------------------------------------------------------------------- | ------------ | ------------------- | ------------- | ------------ | ----- | -------------- |
| Wegekreuz                                                                       |              | Croaz Martin (Lage) | PA00089521    | Inscrit      | 1927  | weitere Bilder |
| Oratoire Saint-Sylvestre                                                        |              | (Lage)              | PA00089524    | Classé       | 1930  | weitere Bilder |
| Fontaine Saint-Sylvestre                                                        |              | (Lage)              | PA00089523    | Classé       | 1930  | weitere Bilder |
| Bauensemble mit Kirche St-Sylvestre, Beinhaus, Calvaire und Friedhofsumfriedung |              | (Lage)              | PA00089522    | Classé       | 1993  | weitere Bilder |

## Liste der Objekte
- Monuments historiques (Objekte) in Plouzélambre in der Base Palissy des französischen Kultusministeriums